# 27 aprile
Il 27 aprile è il 117º giorno del calendario gregoriano (il 118º negli anni bisestili). Mancano 248 giorni alla fine dell'anno.

## Eventi
- 33 – Possibile data della morte di Gesù, secondo i Vangeli sinottici
- 1124 – Davide I di Scozia viene incoronato re
- 1296 – Battaglia di Dunbar: Edoardo I d'Inghilterra sconfigge gli scozzesi
- 1511 – Crudele giovedì grasso
- 1521 – Ferdinando Magellano viene ucciso da nativi filippini
- 1565 – Filippine: la città di Cebu diventa il primo insediamento spagnolo
- 1667 – John Milton, ormai cieco e ridotto in povertà, vende per 10 sterline i diritti del suo poema epico Paradiso perduto
- 1805 – Prima guerra barbaresca: gli Stati Uniti d'America e le popolazioni berbere attaccano la città della Tripolitania Derna (episodio evocato nella parte dell'Inno dei Marines intitolata Shores of Tripoli)
- 1810 – Ludwig van Beethoven compone la bagatella Für Elise
- 1840 – Londra: viene posta la prima pietra per l'edificazione del Palazzo di Westminster
- 1859 – Firenze: primo governo indipendente della Toscana dopo la partenza del granduca Leopoldo II di Lorena
- 1861
  - USA: il presidente Abraham Lincoln sospende il diritto dell'Habeas corpus
  - Stati Confederati d'America: la Virginia Occidentale attua la secessione dalla Virginia
- 1862 – Guerra di secessione americana: le navi nordiste penetrano a New Orleans, sulla foce del Mississippi
- 1865 – La nave a vapore Sultana, con a bordo 2300 passeggeri, esplode e affonda nel Fiume Mississippi: 1700 morti, in gran parte reduci unionisti della Prigione di Andersonville
- 1901 – Italia, parte il Giro automobilistico d'Italia
- 1908 – Si inaugurano a Londra i Giochi della IV Olimpiade
- 1909 – Il sultano di Turchia Abdul-Hamid II viene esautorato e al suo posto sale il fratello Mehmet V (che morirà qualche mese dopo di lui); alleato del Kaiser, verrà nominato Generalfeldmarschall del Regno di Prussia il 28 gennaio 1916 e dell'Impero di Germania il 1º febbraio 1916
- 1941
  - Seconda guerra mondiale: le truppe tedesche entrano ad Atene
  - Seconda guerra mondiale: in una Lubiana ormai annessa all'Italia viene fondato il Fronte di Liberazione del Popolo Sloveno sulla base di un accordo tra comunisti, cristiano-sociali, liberali di sinistra e intellettuali progressisti
- 1945
  - Il Völkischer Beobachter, il giornale ufficiale del Partito nazista, cessa le pubblicazioni
  - Seconda guerra mondiale: sull'Altopiano di Asiago le truppe tedesche compiono una strage per rappresaglia, nota come Strage di Treschè Conca
- 1950 – Gérard Blitz fonda l'associazione Club Méditerranée
- 1960 – Il Togo ottiene l'indipendenza dalla Francia
- 1961 – La Sierra Leone ottiene l'indipendenza dal Regno Unito
- 1967 – A Montréal (Canada) si apre l'Expo 1967
- 1970 – La serie di litografie erotiche Bag One realizzata da John Lennon torna in esposizione alla London Arts Gallery: era stata rimossa per accuse di oscenità, ma poi pienamente reintegrata da un giudice secondo cui era «improbabile [che l'opera potesse] depravare o corrompere» gli spettatori[1]
- 1973 – Omicidio di Vittorio Olivares, semplice dipendente presso gli uffici della compagnia aerea El Al di Via Bissolati, a Roma, ucciso da un terrorista legato all'organizzazione Settembre Nero
- 1981 - La Xerox PARC presenta il mouse, la periferica del computer che aprirà le porte per le Graphical User Interface (GUI)
- 1990 – Per protestare contro le invasioni dei nazionalisti ebrei nei luoghi sacri della Palestina, vengono chiuse al pubblico per 24 ore la Basilica del Santo Sepolcro a Gerusalemme, le chiese di Nazaret e Betlemme e le Moschee della Roccia e di al-Aqsa
- 1992 – Nasce la Repubblica Federale di Jugoslavia, formata da Serbia e Montenegro dopo la secessione di Slovenia e Croazia
- 1997 – Andrew Cunanan uccide Jeffrey Trail: sarà il primo di cinque delitti fra cui, nel luglio successivo, quello in cui assassinò lo stilista Gianni Versace
- 1999 – Massacro di Meja: 375 civili uccisi dalle truppe serbe
- 2005 – L'Airbus A380 effettua il suo primo volo da Tolosa
- 2006 – Inizia la costruzione della Freedom Tower, edificio principale del nuovo World Trade Center della città di New York
- 2014 – Papa Francesco, con una solenne cerimonia in Piazza San Pietro, dichiara santi Giovanni Paolo II e Giovanni XXIII, alla presenza del papa emerito Benedetto XVI
- 2018 – Il presidente nordcoreano Kim Jong-un incontra il presidente sudcoreano Moon Jae-in, divenendo il primo capo di stato nordcoreano a mettere piede in Corea del Sud dopo oltre 65 anni

## Nati
Ci sono circa 1 090 voci su persone nate il 27 aprile; vedi la pagina Nati il 27 aprile per un elenco descrittivo o la categoria Nati il 27 aprile per un indice alfabetico.

## Morti
Ci sono circa 510 voci su persone morte il 27 aprile; vedi la pagina Morti il 27 aprile per un elenco descrittivo o la categoria Morti il 27 aprile per un indice alfabetico.

## Feste e ricorrenze

### Civili
- Cile – Día del carabinero (Giorno del Carabiniere, commemorazione della fondazione di questo corpo di polizia nel 1927)
- Finlandia – Giornata nazionale del veterano
- Paesi Bassi - Koningsdag, Giorno del re
- Sierra Leone – Festa dell'indipendenza (1961)
- Slovenia – Giornata dell'insurrezione contro l'occupante
- Sudafrica – Festa della libertà
- Togo – Festa dell'indipendenza (1960)

### Religiose
Cristianesimo:
- Santa Damaride, vergine e martire
- San Giovanni di Catari, abate
- San Liberale d'Altino, Santo Patrono della città di Treviso
- San Lorenzo Nguyen Van Huong, sacerdote e martire
- San Magaldo di Man, vescovo
- San Pietro Armengol, mercedario
- San Pollione di Cibali, martire
- San Simeone I di Gerusalemme, vescovo e martire
- San Teodoro di Tabenna, abate
- Santa Zita di Lucca, vergine
- Beato Adelelmo di Le Mans, monaco
- Beata Osanna di Cattaro, domenicana
- Beato Giacomo Illirico (da Bitetto), francescano
- Beata María Antonia Bandrés y Elósegui, religiosa
- Beato Nicolas Roland, fondatore
- Beato Umberto di Miribel, vescovo

## Altro
- 27 aprile è anche il nome di un distretto della Costa Rica